# نهائي كأس إسكتلندا 1995
نهائي كأس اسكتلندا 1995 هي المباراة النهائية من منافسة كأس المملكة المتحدة 1994–95، أقيمت المباراة في 27 مايو 1995، في هامبدن بارك، بين فريقي نادي سلتيك، ونادي أردريونيانز، وفاز فيها نادي سلتيك، بعد أن هزم نادي أردريونيانز، بنتيجة 1 - 0، وكان حكم المباراة ليزلي موترام، وحضر المباراة 36915 شخصاً.

## تفاصيل المباراة
لعبت المباراة النهائية في 27 مايو 1995.
| نادي سلتيك | 1 -0 | No ID |
| ---------- | ---- | ----- |
|            |      |       |